# بالشتي
بالشتي (بالفارسية: بالشتی) هي قرية تقع في قسم جلغة تشاة هاشم الريفي (مقاطعة دلغان) في إيران. يقدر عدد سكانها بـ 534 نسمة بحسب إحصاء 2016.